# 凱達格蘭語

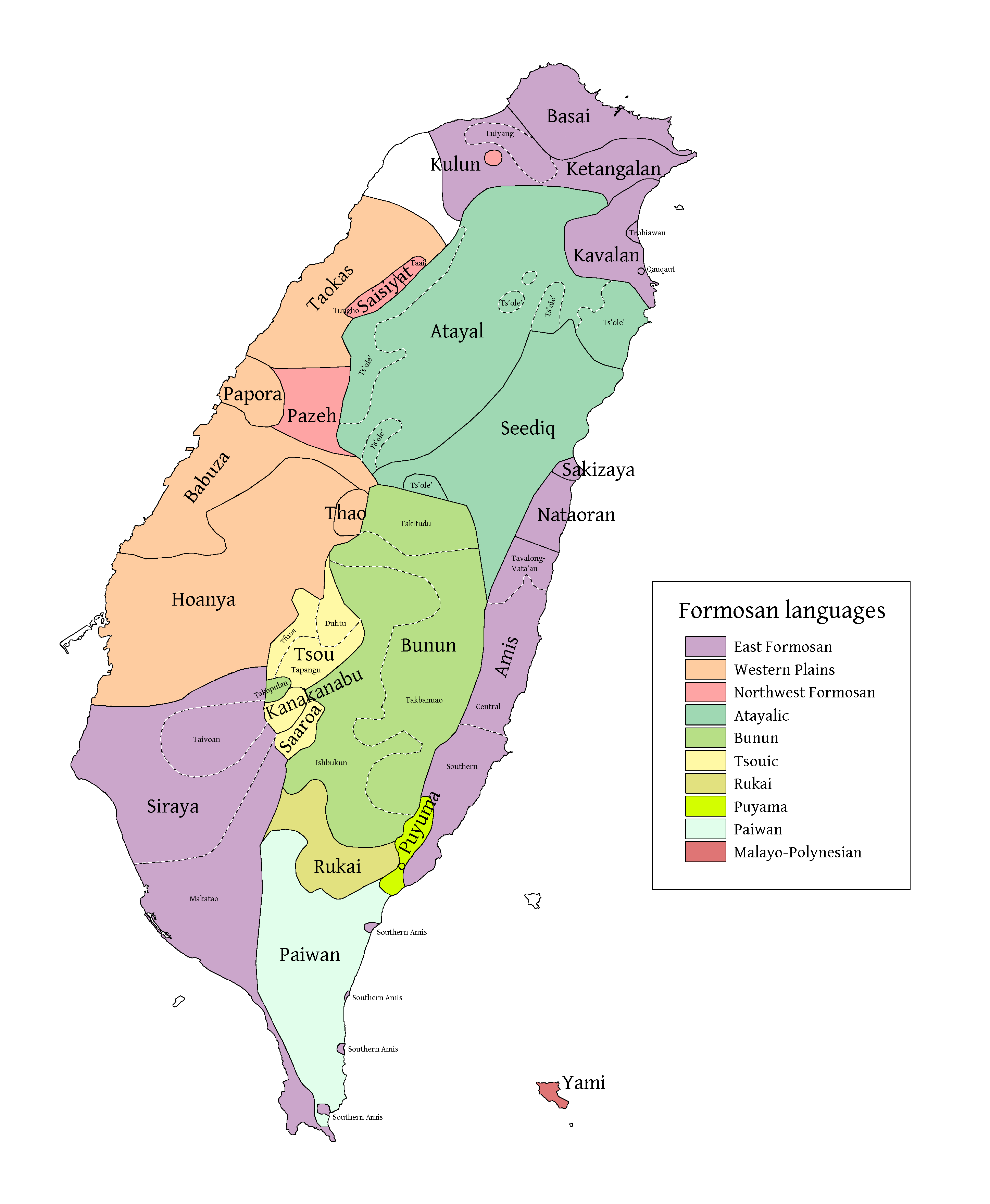
漢人遷台之前的台灣南島語言分布圖(按 Blust, 1999).東台灣"蘭嶼島(深紅色)表示為使用馬來-玻里尼西亞語族巴丹語群達悟語的區域.

凱達格蘭語（Ketangalan）是台灣北部平埔族凱達格蘭族所用的台灣南島語言，原在大台北地區，台北市南部，新北市東部等地使用。2011年2月21日世界母語日聯合國教科文組織發表世界各地母語現況報告。在台灣部分，其中凱達格蘭語等語言，已被認定流失。

## 外部連結
- Ketangalan | Ethnologue（页面存档备份，存于）
- Ogawa's Vocabulary of Formosan Dialects/小川尚義「臺灣蕃語蒐録」
- Austronesian Comparative Dictionary（页面存档备份，存于）
- 原住民族族語線上詞典（页面存档备份，存于）
- 原住民族語言研究發展中心（页面存档备份，存于）
- Alilin 原住民族電子書城（页面存档备份，存于）